# Redondo Beach
Redondo Beach es una ciudad estadounidense localizada en el borde de la costa del condado de Los Ángeles, a 32 kilómetros del centro de Los Ángeles y a 11 al sur del aeropuerto Los Angeles International Airport. Redondo Beach ha sido un lugar elegido por miles de turistas para vacaciones, así como también como lugar para residir de forma permanente. A pesar de no tener una gran cantidad de población, la cantidad de habitantes ha crecido bastante en los últimos años. En enero de 2000, el informe del censo poblacional indicó una cantidad de 63.261 habitantes fijos.
La ciudad cuenta con acceso a una línea de tren ligero del Metro de Los Ángeles, ya que es el término occidental de la Línea Verde del metro.
Además es el lugar de residencia de muchos artistas famosos de Hollywood, como Johnny Depp y Matthew Fox, Chester Bennington de la banda Linkin Park y deportistas del calibre de Pau Gasol y María Sharápova.

## Ciudades hermanas
- La Paz, México
- Ensenada, México